# Michel Piccoli
Pour les articles homonymes, voir Piccoli.
Michel Piccoli, né le 27 décembre 1925 à Paris 13e (Seine) et mort le 12 mai 2020,, à Saint-Philbert-sur-Risle (Eure), est un acteur français.

## Biographie

### Enfance et formation
Michel Jacques Daniel Piccoli est le fils d'Henri Piccoli, violoniste de lointaine origine tessinoise et de Marcelle Expert-Bezançon (1892-1990), pianiste et fille de l'industriel et homme politique français Charles Expert-Bezançon.
Il a « une enfance assez compliquée. C'est un enfant de remplacement, qui est venu remplacer son frère aîné décédé ». Il est placé dans un établissement pour enfants à problèmes où il se retrouve « dans une situation de liberté totale ».
Les engagements du jeune Piccoli, notamment politiques et « contre le monde de l'argent », se comprennent par l'opposition à la personnalité de son grand-père maternel, sénateur de la IIIe République, financier du Parti radical, et important industriel de la peinture, accusé par la gauche syndicale et par Georges Clemenceau, d'avoir intoxiqué ses ouvriers à travers le blanc de plomb qui cause le saturnisme.
Michel Piccoli suit une formation de comédien d'abord auprès d'Andrée  Bauer-Théraud puis au cours Simon.

### Carrière

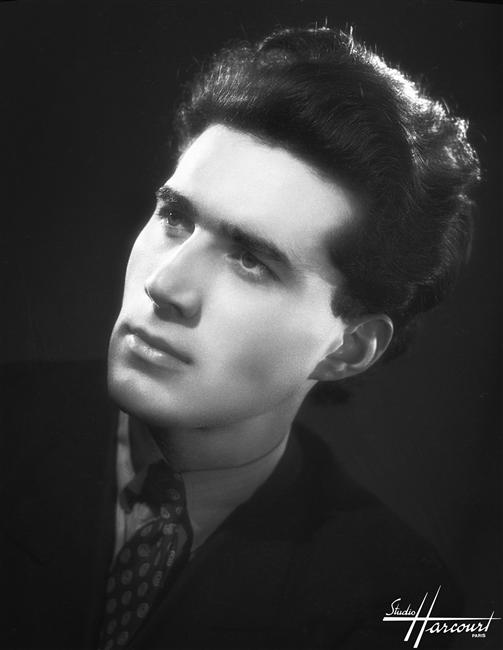
Michel Piccoli en 1945, photographié par le studio Harcourt.

Après une apparition en tant que figurant dans Sortilèges de Christian-Jaque en 1945, Michel Piccoli débute au cinéma dans Le Point du jour de Louis Daquin.
Cependant, c'est surtout au théâtre qu'il s'illustre au début de sa carrière, avec les compagnies Renaud-Barrault et Grenier-Hussenot ainsi qu'au Théâtre de Babylone (géré par une coopérative ouvrière et qui met en scène les pièces d'avant-garde d'Eugène Ionesco ou Samuel Beckett). Bien que remarqué dans le film French Cancan en 1954, il poursuit sur les planches et travaille avec les metteurs en scène Jacques Audiberti, Jean Vilar, Jean-Marie Serreau, Peter Brook, Luc Bondy, Patrice Chéreau ou encore André Engel.
Durant la même période, il se fait connaître dans des téléfilms populaires tels que Sylvie et le fantôme, Tu ne m’échapperas jamais ou encore L’Affaire Lacenaire de Jean Prat.
Devenu athée après un deuil familial, il rencontre en 1956 Luis Buñuel, réalisateur connu pour son anticléricalisme, et prend ironiquement le rôle d'un prêtre dans La Mort en ce jardin.
En 1959, il tourne Le Rendez-vous de Noël, court métrage d’André Michel d’après la nouvelle de Malek Ouary, Le Noël du petit cireur, qui se passe à Alger.
Les années 1960 marquent le début de sa consécration, remarqué dans Le Doulos de Jean-Pierre Melville, il est révélé au grand public avec Le Mépris de Jean-Luc Godard aux côtés de Brigitte Bardot.
Dès lors, il tourne avec beaucoup des plus grands cinéastes français (Jean Renoir, René Clair, René Clément, Alain Resnais, Agnès Varda, Jacques Demy, Alain Cavalier, Michel Deville, Claude Sautet, Claude Chabrol, Louis Malle, Jacques Doillon, Jacques Rivette, Leos Carax, Bertrand Blier), européens (Luis Buñuel, Costa-Gavras, Marco Ferreri, Alfred Hitchcock, Jerzy Skolimowski, Marco Bellocchio, Ettore Scola, Manoel de Oliveira, Otar Iosseliani, Theo Angelopoulos, Nanni Moretti) et venus d'autres horizons (Youssef Chahine, Raoul Ruiz, Hiner Saleem).

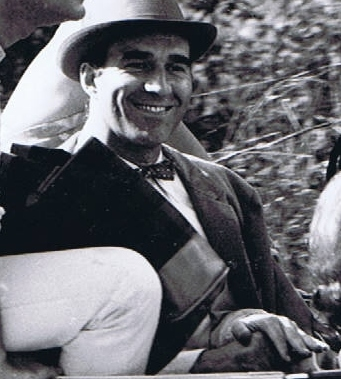
Dans Le Coup de grâce (1965).

Il devient l'un des acteurs fétiches de Marco Ferreri, avec sept films, de Dillinger est mort à Y'a bon les blancs en passant par Touche pas à la femme blanche ! — avec pour point d'orgue La Grande Bouffe —, de Luis Buñuel avec six films : Le Journal d’une femme de chambre (1964), Belle de jour (1967), La Voie lactée (1969), Le Charme discret de la bourgeoisie (1972), Le Fantôme de la liberté (1974) et Cet obscur objet du désir (1977) ainsi que de Claude Sautet, avec Les Choses de la vie, Max et les Ferrailleurs, Mado et Vincent, François, Paul… et les autres. Il joue également dans le singulier Themroc.
Il entame la décennie 1980 par le prix d'interprétation au festival de Cannes en 1980, avec Le Saut dans le vide de Marco Bellocchio, et celui du festival de Berlin en 1982, avec Une étrange affaire de Pierre Granier-Deferre. Il travaille avec le jeune cinéma français, comme Jacques Doillon (La Fille prodigue en 1985), Leos Carax (Mauvais sang en 1986), n'hésitant pas à casser son image bienveillante avec des rôles provocateurs ou antipathiques, avant de s'essayer lui-même à la réalisation.
Il tourne également plusieurs films avec Manoel de Oliveira, de Party (1996) à Belle toujours (2006) en passant par Je rentre à la maison (2001).
En 2001, il a reçu le IX Prix Europe pour le théâtre. Il propose à cette occasion, au Teatro Massimo "Bellini" de Catane, le spectacle Piccoli-Pirandello, à partir des Géants de la montagne, interprété avec Emmanuelle Lafon.
Habitué du festival de Cannes, il fait partie du jury de la compétition officielle du 60e festival en 2007 sous la présidence de Stephen Frears.
Amateur de littérature, il a également enregistré la lecture des Fleurs du mal de Charles Baudelaire et de Gargantua de François Rabelais.
En 2011, il joue dans Habemus papam de Nanni Moretti, présenté en compétition à Cannes. Le dernier film où apparait Michel Piccoli est le film Le Goût des myrtilles, de Thomas de Thiers en 2013.

### Engagement politique

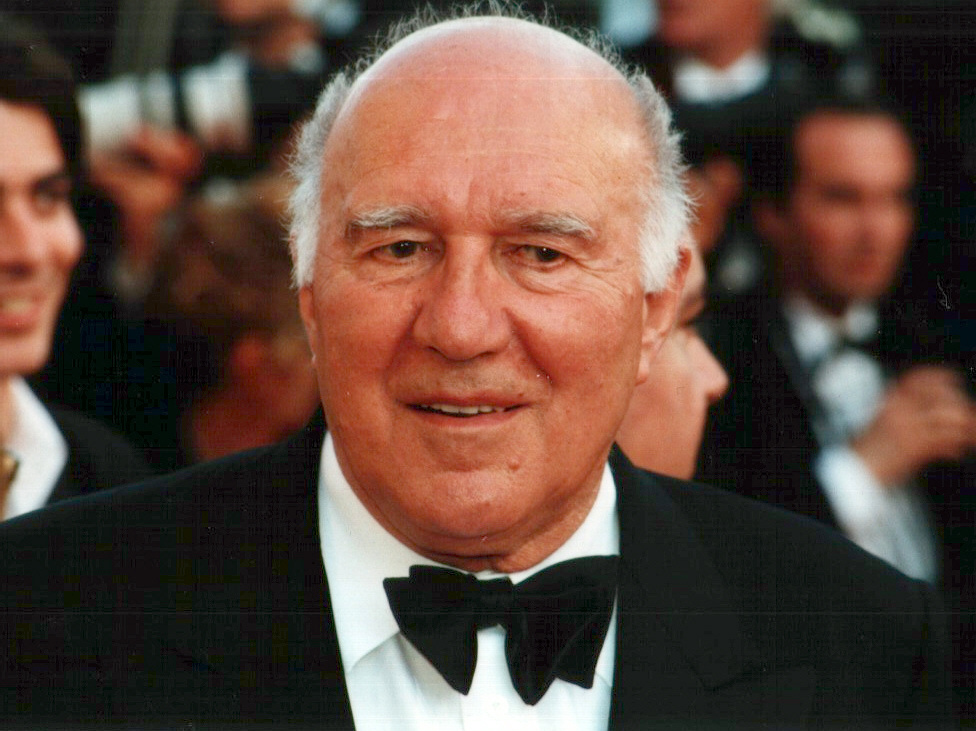
Michel Piccoli au festival de Cannes 2003.

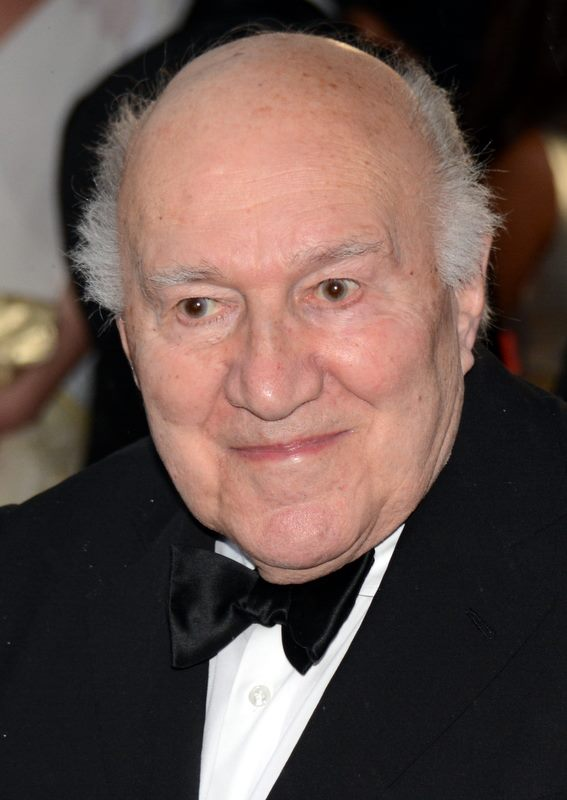
Michel Piccoli au festival de Cannes 2013.

Engagé politiquement à gauche, membre du Mouvement de la Paix (communiste), vice-président du Syndicat français des acteurs (CGT) en 1964, Michel Piccoli s'est illustré par ses prises de position contre le Front national, et s'est mobilisé pour Amnesty International.
Après avoir soutenu François Mitterrand en 1974 puis en 1981, il reste fidèle au camp socialiste. En mars 2007, il signe avec cent cinquante intellectuels un texte appelant à voter pour Ségolène Royal, « contre une droite d’arrogance », pour « une gauche d’espérance ».
En mai 2009, il cosigne, avec Juliette Gréco, Maxime Le Forestier et Pierre Arditi, une lettre ouverte à l'attention de Martine Aubry, première secrétaire du Parti socialiste, appelant les parlementaires socialistes à adopter la loi Création et Internet.

### Famille et vie privée
En 1954, Michel Piccoli se marie avec l'actrice Éléonore Hirt avec qui il a une fille, Anne-Cordélia Piccoli ; en 1966, il épouse la chanteuse Juliette Gréco, puis en 1978 la scénariste Ludivine Clerc, avec qui il adopte deux enfants d'origine polonaise, Inord et Missia.

### Mort
Michel Piccoli meurt le 12 mai 2020 à la suite d’un accident vasculaire cérébral dans son manoir à Saint-Philbert-sur-Risle dans l'Eure. Son décès est révélé par sa famille six jours plus tard (18 mai) à l’Agence France-Presse. Ses obsèques ont lieu à Évreux le 19 mai 2020, où il est incinéré, ses cendres sont dispersées au sein de la propriété familiale.

## Théâtre

### Comédien
- 1945 : L'Invasion de Léonid Léonov, théâtre des Carrefours
- 1946 : Les Pères ennemis de Charles Vildrac, mise en scène Georges Vitaly, théâtre Édouard VII
- 1948 : Le Matériel humain
- 1949 : La Perle du colorado de Frédéric Dubois , mise en scène de Michel de Ré, théâtre du Vieux-Colombier
- 1949 : Les Gaîtés de l'escadron de Georges Courteline, mise en scène Jean-Pierre Grenier, théâtre de la Renaissance
- 1950 : L'Affaire Fualdès de Denis Marion, mise en scène Georges Douking, théâtre du Vieux-Colombier
- 1952 : La Jarre de Luigi Pirandello, mise en scène Jacques Mauclair, théâtre de Babylone
- 1952 : Spartacus de Max Aldebert, mise en scène Jean-Marie Serreau, théâtre de Babylone
- 1952 : Méfie-toi, Giacomino de Luigi Pirandello, mise en scène Jean-Marie Serreau, théâtre de Babylone
- 1952 : La Maison brûlée d'August Strindberg, mise en scène Frank Sundström, théâtre de Babylone
- 1952 : Velca de Tullio Pinelli, mise en scène José Quaglio, théâtre de Babylone
- 1953 : Les Aveux les plus doux de Georges Arnaud, mise en scène Michel de Ré, théâtre du Quartier latin
- 1953 : Les Naturels du bordelais de Jacques Audiberti, mise en scène Georges Vitaly, théâtre La Bruyère
- 1953 : L'Énigme de la chauve-souris de Mary Roberts Rinehart, mise en scène Georges Vitaly, théâtre du Grand-Guignol
- 1954 : Penthésilée d'Heinrich von Kleist, mise en scène Claude Régy, théâtre Hébertot
- 1954 : La Soirée des proverbes de Georges Schehadé, mise en scène Jean-Louis Barrault, théâtre Marigny
- 1955 : Clotilde du Nord de Louis Calaferte, mise en scène Michel de Ré, Comédie de Paris
- 1955 : Gaspar Diaz de Dominique Vincent, mise en scène Claude Régy, théâtre Hébertot
- 1955 : Protée de Paul Claudel, mise en scène Raymond Gérôme, Comédie de Paris
- 1955 : Entre chien et loup de Gabriel Arout d'après Légitime défense de Primo Levi, théâtre en Rond
- 1956 : La Reine et les Insurgés d'Ugo Betti, mise en scène Michel Vitold, théâtre de la Renaissance
- 1957 : Regrets éternels de Constance Coline, mise en scène Raymond Gérôme, théâtre de l'Œuvre
- 1957 : Phèdre de Racine, mise en scène Jean Vilar, TNP Festival de Strasbourg
- 1958 : La Tour d’ivoire de Robert Ardrey, mise en scène Jean Mercure, théâtre des Bouffes-Parisiens
- 1958 : Romancero de Jacques Deval, mise en scène Jacques Deval, Comédie des Champs-Élysées
- 1959 : Connaissez-vous la Voie lactée ? d'après Karl Wittlinger, mise en scène Michel de Ré, théâtre des Mathurins
- 1961 : Le 10e Homme de Paddy Chayefsky, mise en scène Raymond Gérôme, théâtre du Gymnase
- 1962 : Les Cailloux de Félicien Marceau, mise en scène André Barsacq, théâtre de l'Atelier
- 1962 : La nuit a sa clarté de Christopher Fry, mise en scène Jean-Louis Barrault, Théâtre de l'Odéon
- 1963 : Le Vicaire de Rolf Hochhuth, mise en scène François Darbon, théâtre de l'Athénée : Gerstein[21].
- 1965 : Dom Juan ou le Festin de Pierre, mise en scène Marcel Bluwal, téléfilm, 1965
- 1969 : Le Misanthrope de Molière, mise en scène Marcel Bluwal, théâtre de la Ville
- 1971 : Allo ! C’est toi Pierrot ? de Pierre Louki, mise en scène Roland Monod, théâtre Hébertot
- 1981 : La Cerisaie d'Anton Tchekhov, mise en scène Peter Brook, théâtre des Bouffes du Nord ; reprise en 1983
- 1983 : Combat de nègre et de chiens de Bernard-Marie Koltès, mise en scène Patrice Chéreau, théâtre Nanterre-Amandiers, TNP Villeurbanne
- 1984 : Terre étrangère d'Arthur Schnitzler, mise en scène Luc Bondy, théâtre Nanterre-Amandiers Prix du meilleur acteur du Syndicat de la critique dramatique.
- 1985 : Phèdre de Racine
- 1985 : La Fausse Suivante de Marivaux, mise en scène Patrice Chéreau, théâtre Nanterre-Amandiers, TNP Villeurbanne
- 1988 : Le Conte d’hiver de William Shakespeare, mise en scène Luc Bondy, théâtre Nanterre-Amandiers, Cour d'honneur du palais des papes Festival d'Avignon, TNP Villeurbanne
- 1988 : Le Retour au désert de Bernard-Marie Koltès, mise en scène Patrice Chéreau, Festival d'automne à Paris théâtre Renaud-Barrault
- 1993 : John Gabriel Borkman de Henrik Ibsen, mise en scène Luc Bondy, théâtre Vidy-Lausanne, Odéon-Théâtre de l'Europe
- 1995 : Pour Pierre Boulez de Pierre Boulez, compositeur Arnold Schönberg, Festival d'Avignon, lecteur
- 1996 : Poèmes et Proses de René Char, lecture au Festival d'Avignon avec Dominique Blanc
- 1997 : La Maladie de la mort de Marguerite Duras, mise en scène Bob Wilson, MC93 Bobigny
- 1998 : À propos des "Géants de la montagne" de Luigi Pirandello, mise en scène Klaus Michael Grüber, Conservatoire de Paris
- 2001 : Piccoli-Pirandello, à partir des Géants de la montagne, Teatro Massimo Vincenzo Bellini de Catane
- 2001 : La Jalousie de Sacha Guitry, mise en scène Bernard Murat, théâtre Édouard VII
- 2003-2004 : Ta main dans la mienne de Carol Rocamora, mise en scène Peter Brook, théâtre des Bouffes du Nord puis Comédie des Champs-Élysées
- 2006-2007 : Le Roi Lear de William Shakespeare, mise en scène André Engel, Odéon-Théâtre de l'Europe Ateliers Berthier
- 2008-2009 : Minetti de Thomas Bernhard, mise en scène André Engel, théâtre Vidy-Lausanne puis Théâtre national de la Colline, Comédie de Reims, TNP Villeurbanne, MC2, Théâtre du Nord, Théâtre national de Toulouse Midi-Pyrénées
- 2014-2015 : Gainsbourg poète majeur avec Jane Birkin et Hervé Pierre, mise en scène Philippe Lerichomme, Théâtre de l'Odéon, tournée[22]

### Metteur en scène
- 1988 : Une vie de théâtre de David Mamet, adaptation Pierre Laville, théâtre des Mathurins

## Discographie
- 1970 : Les Choses de la vie - La chanson d'Hélène en duo avec Romy Schneider (45 tours Philips réf. 6210.005)[23]
- 1976 : L'Art d'aimer
- 1983 : Narrateur dans le documentaire "Romy Schneider, les choses de sa vie" réalisé par Jacques Meny avec un texte de Danièle Heymann
- 1983 : Narrateur dans l'enregistrement d'Œdipus rex d'Igor Stravinsky, avec Jessye Norman, Thomas Moser, Siegmund Nimsgern et l'Orchestre symphonique de la Radiodiffusion bavaroise sous la direction de Colin Davis (Orfeo)
- 2002 : Reprise du Déserteur sur Autour de Serge Reggiani, album hommage à Serge Reggiani
- 2003 : Narrateur, Les Essais de Montaigne, Livre 1, Frémeaux & Associés
- 2007 : Narrateur, Les Essais de Montaigne, Livre 2 & 3, Frémeaux & Associés

## Radio
- 1960-1965 : Hélène et son destin de Jean Chouquet, feuilleton quotidien diffusé sur Europe 1[24],[25]
- 1963 : Les Maîtres du mystère, épisode Une si charmante soirée de Charles Maître, France Inter[26]

## Publications
- Dialogues égoïstes, écrit avec la collaboration d'Alain Lacombe, Olivier Orban éditeur, 1976
- J’ai vécu dans mes rêves, écrit avec la collaboration de Gilles Jacob, Éditions Grasset, 2015

## Distinctions

### Récompenses
- Festival international du film fantastique d'Avoriaz 1973 : Prix d'interprétation masculine pour Themroc
- Festival de Cannes 1980 : Prix d'interprétation masculine pour Le Saut dans le vide
- Berlinale 1982 : Ours d'argent du meilleur acteur pour Une étrange affaire
- Prix du Syndicat de la critique 1984 : Meilleur comédien pour Terre étrangère
- 7 d'or 1989 : Meilleur comédien pour La Ruelle au clair de lune d'Édouard Molinaro d'après Stefan Zweig, épisode de la série Cinéma 16
- Prix Europe pour le théâtre 2001
- Festival international du film de Locarno 2007 : Léopard de la meilleure interprétation masculine pour Les Toits de Paris
- Prix du cinéma européen 2011 : Lifetime Achievement Award
- David di Donatello 2012 : David di Donatello du meilleur acteur pour Habemus papam

### Nominations
- César du cinéma 1982 : César du meilleur acteur pour Une étrange affaire
- César du cinéma 1985 : César du meilleur acteur pour La Diagonale du fou
- César du cinéma 1991 : César du meilleur acteur pour Milou en mai
- César du cinéma 1992 : César du meilleur acteur pour La Belle Noiseuse
- Molières 2006 : Molière du comédien pour Le Roi Lear
- Molières 2007 : Molière du comédien pour Le Roi Lear
- Prix du cinéma européen 2007 : Meilleur acteur pour Belle toujours
- Prix du cinéma européen 2011 : Meilleur acteur pour Habemus papam

#### Presse
- Sandrine Marques, « Michel Piccoli, légendaire acteur de cinéma et de théâtre, est mort », Le Monde.fr,‎ 18 mai 2020 (lire en ligne, consulté le 18 mai 2020)